# چاپ ژلاتینی
چاپ ژلاتینی (انگلیسی: Hectograph) روشی ساده برای تکثیر و چاپ است. در این روش نسخه اصل که با مرکب ویژه‌ای تهیه شده به یک سینی پر از ژلاتین منتقل می‌شود و نسخه‌های بعدی با تماس با سطح این ژلاتین به روی کاغذ منتقل می‌شود.
چاپ ژلاتینی، که به آن هکتوگراف نیز می‌گفتند، اکنون منسوخ است ولی کاه در کارهای هنری و در خالکوبی به کار می‌رود.
این روش را انقلابی‌های قرن نوزدهم و اوایل قرن بیستم برای تکثیر اعلامیه‌های مخفی به کار می‌بردند. در جریان جنبش مشروطه ایران نیز از این روش برای تکثیر اعلامیه استفاده می‌شد.